# Nannophya occidentalis
Nannophya occidentalis – gatunek ważki z rodziny ważkowatych (Libellulidae).